# Taberna de Antonio Sánchez

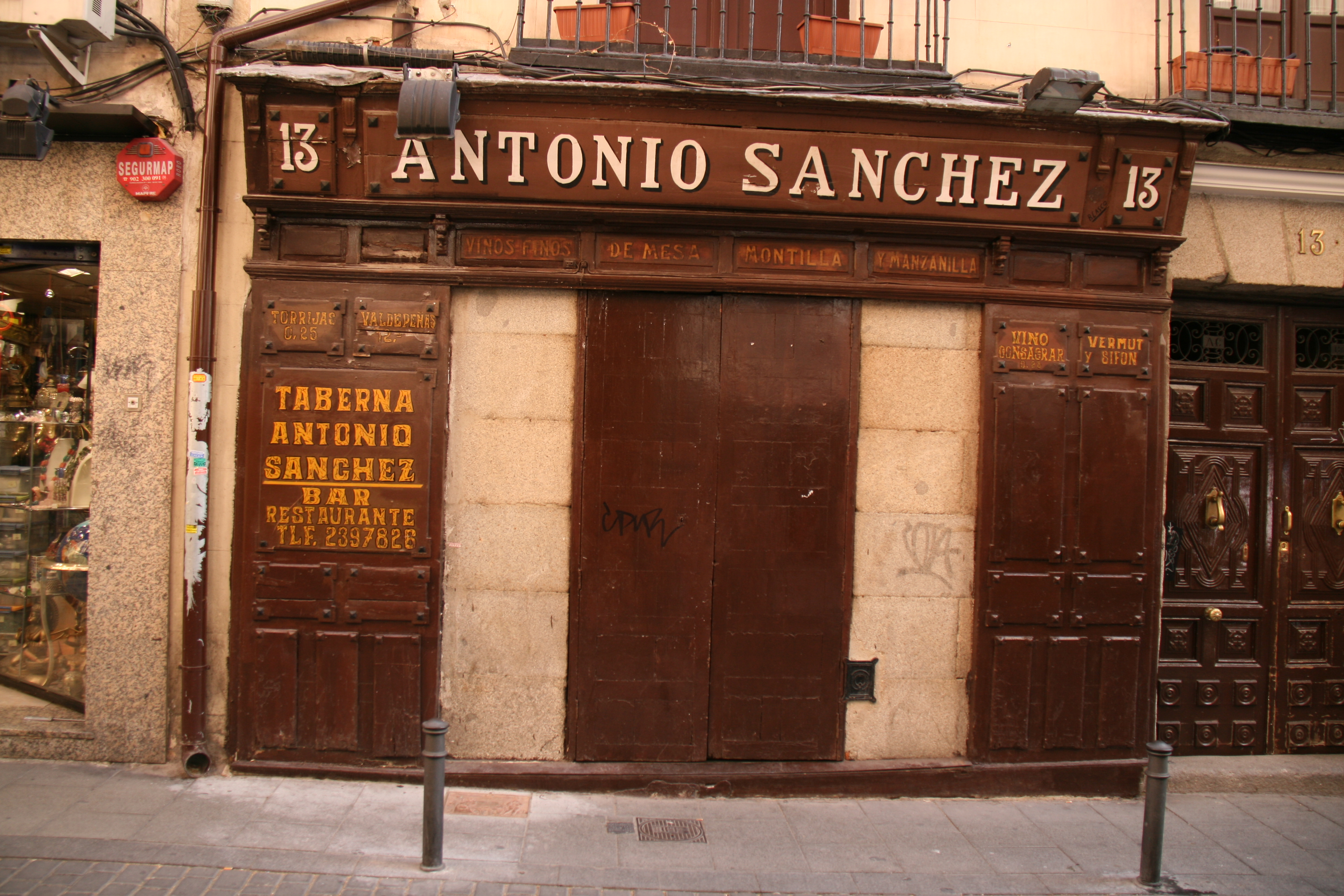
Portada de la taberna.

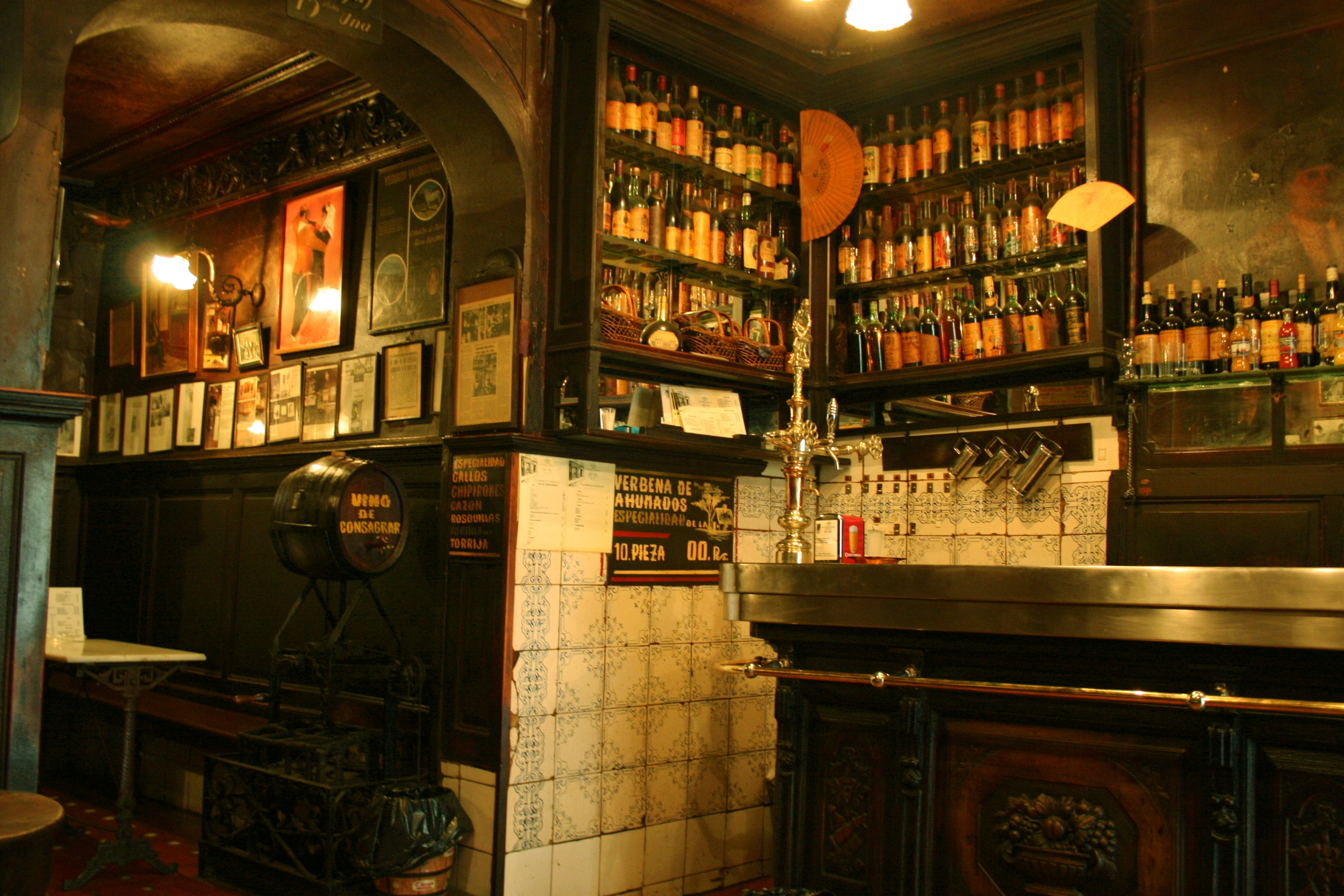
Interior de la Taberna de Antonio Sánchez (2009), muestra la típica barra estañada.

La Taberna de Antonio Sánchez o Taberna de los Cuatro Siglos es un castizo establecimiento de la calle del Mesón de Paredes n.º 13, en el Lavapiés madrileño. Debe su nombre a dos de sus antiguos dueños, el cosechero manchego que la bautizó así, y a su hijo, el torero madrileño Antonio Sánchez, quien tomó la alternativa en 1922 de la mano de Ignacio Sánchez Mejías. Fue llevada a la literatura en la novela Historia de una Taberna (1945) escrita por Antonio Díaz-Cañabate, y en Historia de la Taberna más Antigua de Madrid Siglo XVIII y otras viejas Tabernas de Madrid, escrita por el historiador Antonio Pasies Monfort. También Camilo José Cela la menciona en Torerías. Ha sido lugar de reunión de los aficionados a la tauromaquia, entre cuyos contertulios estuvieron el pintor español Ignacio Zuloaga, amigo del hostelero, Pío Baroja, Daniel Vázquez Díaz, Julio Camba, Gregorio Marañón y José María de Cossío.

## Historia
Según investigaciones recientes publicadas por Antonio Pàsies, la taberna Antonio Sánchez puede considerarse como la más antigua de Madrid, ya que se remonta al año 1787. En 1884 compró el local Antonio Sánchez, comerciante de vinos y natural de Valdepeñas, que le puso su nombre, y con el tiempo traspasó el local a su hijo, Antonio, cuya hermana, Lola, regentaría la tasca hasta el año 1979. Se cerró temporalmente con la jubilación de Tasio, su encargado, hasta que en 1982 la volvió a poner en marcha Juan Manuel Priego Durán, gracias en parte a los esfuerzos de Luis Carandell y José Luis Pecker. Al parecer, sus torrijas fueron tan famosas que el rey Alfonso XIII y su familia las solicitaban para desayunar a diario.
La taberna conserva la azulejería original y una típica decoración de cabezas disecadas de toros estoqueados en 1902, entre otros variados motivos y cuadros con escenas taurinas. Mantiene la antigua instalación de luz de gas y una caja registradora de más de 120 años. De su menú puede mencionarse el rabo de toro y la olla gitana. Francisco Cíes, propietario de la taberna, recuerda que se sentaba en el rincón favorito de Zuloaga, que desayunaba una botella de tres cuartos de vino blanco, una barrita de pan seco y una copita de anís, y escibía en un velador de mármol". Fue también muy frecuentada por Gloria Fuertes, que nació y vivió en Lavapiés.